# Jonas Klemens
Jonas Klemens (* 18. Februar 1994) ist ein deutscher Grasskiläufer. Er startet seit 2009 im Weltcup.

## Karriere
Nachdem er schon viele Jahre an Wettkämpfen im Deutschlandpokal teilgenommen hatte, startet Jonas Klemens seit der Saison 2009 auch bei internationalen Rennen. Sein erstes FIS-Rennen bestritt er am 5. Juni 2009 in Wilhelmsburg und am nächsten Tag debütierte er dort im Weltcup. In dieser Super-Kombination fuhr er nur auf den 33. und letzten Platz und bis zum Ende des Jahres kam er in keinen weiteren Weltcuprennen zum Einsatz. Bei der Juniorenweltmeisterschaft 2009 in Horní Lhota u Ostravy war sein bestes Resultat der 18. Platz im Riesenslalom. Auch bei der Juniorenweltmeisterschaft 2010 in Dizin war der Riesenslalom seine stärkste Disziplin. Diesmal belegte er Rang 17. In der Saison 2010 nahm Jonas Klemens an sechs der elf Weltcuprennen teil. Nach drei Ausfällen gewann er mit dem 24. und letzten Platz in der Super-Kombination von Goldingen seine ersten Weltcuppunkte. Anschließend blieb er aber wieder zweimal ohne Ergebnis, weshalb er im Gesamtweltcup punktegleich mit seinem Landsmann Nico Graneist nur auf den 56. Platz kam.
In der Saison 2011 war Klemens’ bestes Weltcupresultat der 22. Platz im Super-G von Marbachegg. Im Gesamtweltcup belegte er Rang 40. Bei der Juniorenweltmeisterschaft 2011 in Goldingen fuhr er jeweils auf Platz 19 im Riesenslalom und im Super-G, während er im Slalom disqualifiziert wurde und somit auch in der Kombination ohne Ergebnis blieb. Erstmals nahm er in diesem Jahr auch an einer Weltmeisterschaft in der Allgemeinen Klasse teil, die zusammen mit der Junioren-WM ausgetragen wurde. Dabei war sein einziges Ergebnis der 27. Platz im Super-G. In der Saison 2012 erreichte Klemens mit dem 19. Platz im Riesenslalom von Předklášteří erstmals ein Top-20-Ergebnis im Weltcup. Zudem fuhr er als Zehnter des Slaloms von Urnäsch zum ersten Mal in einem FIS-Rennen in die Top 10. Im Gesamtweltcup verbesserte er sich auf Rang 37. Bei der Juniorenweltmeisterschaft 2012 in Burbach erzielte Klemens meist Platzierungen im hinteren Mittelfeld. Sein bestes Ergebnis war der 14. Rang im Slalom.

## Erfolge

### Weltmeisterschaften
- Goldingen 2011: 27. Super-G

### Juniorenweltmeisterschaften
- Horní Lhota u Ostravy 2009: 18. Riesenslalom, 27. Super-Kombination, 31. Super-G
- Dizin 2010: 17. Riesenslalom, 24. Super-G
- Goldingen 2011: 19. Riesenslalom, 19. Super-G
- Burbach 2012: 14. Slalom, 16. Super-G, 18. Super-Kombination, 22. Riesenslalom
- Rettenbach 2013 10. Riesenslalom, 11. Super-G, Slalom DNF, Super-Kombination DNF

### Weltcup
- Eine Platzierung unter den besten 20